# Kukenán-tepui
A Kukenán (más néven: Cuquenán vagy Matawi) egy venezuelai tepui (táblahegy) a Venezuelai Guyana régió Bolívar államában. A táblahegy a Gran Sabana ökorégió és a Canaima Nemzeti Park részét képezi. A 2680 m magas és kb. 3 km hosszú hegy déli oldalán található a 674 m magas Cuquenán-vízesés.
A hegytől délkeletre áll a sokkal ismertebb és könnyebben megmászható Roraima-hegy.
A hegy tetején látható táj inspirálta a 2009-es Fel! című animációs film alkotóit.

## Galéria

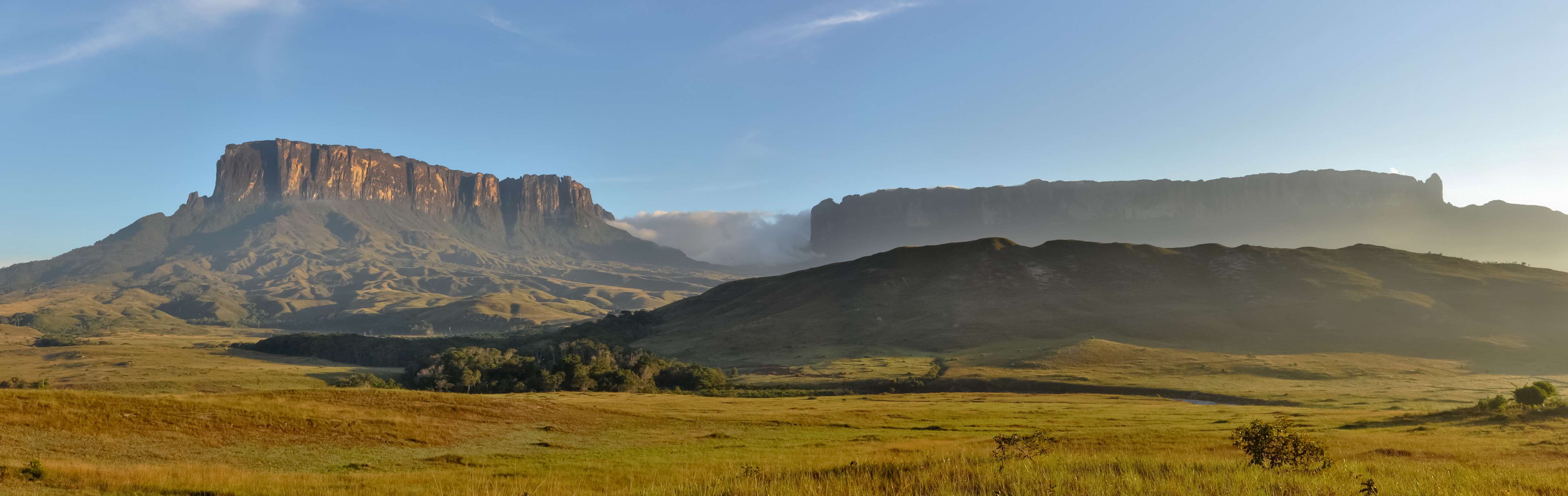
A Kukenán és a Roraima látképe
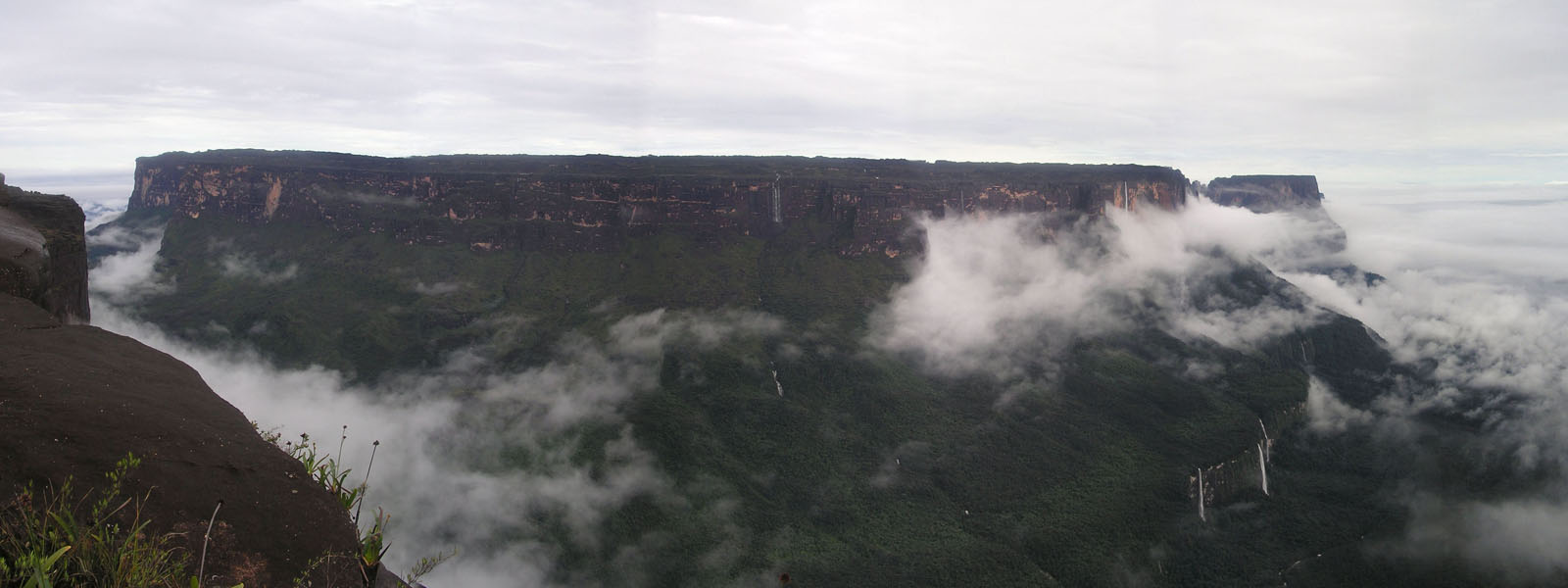
A hegy a Roraima-ról nézve
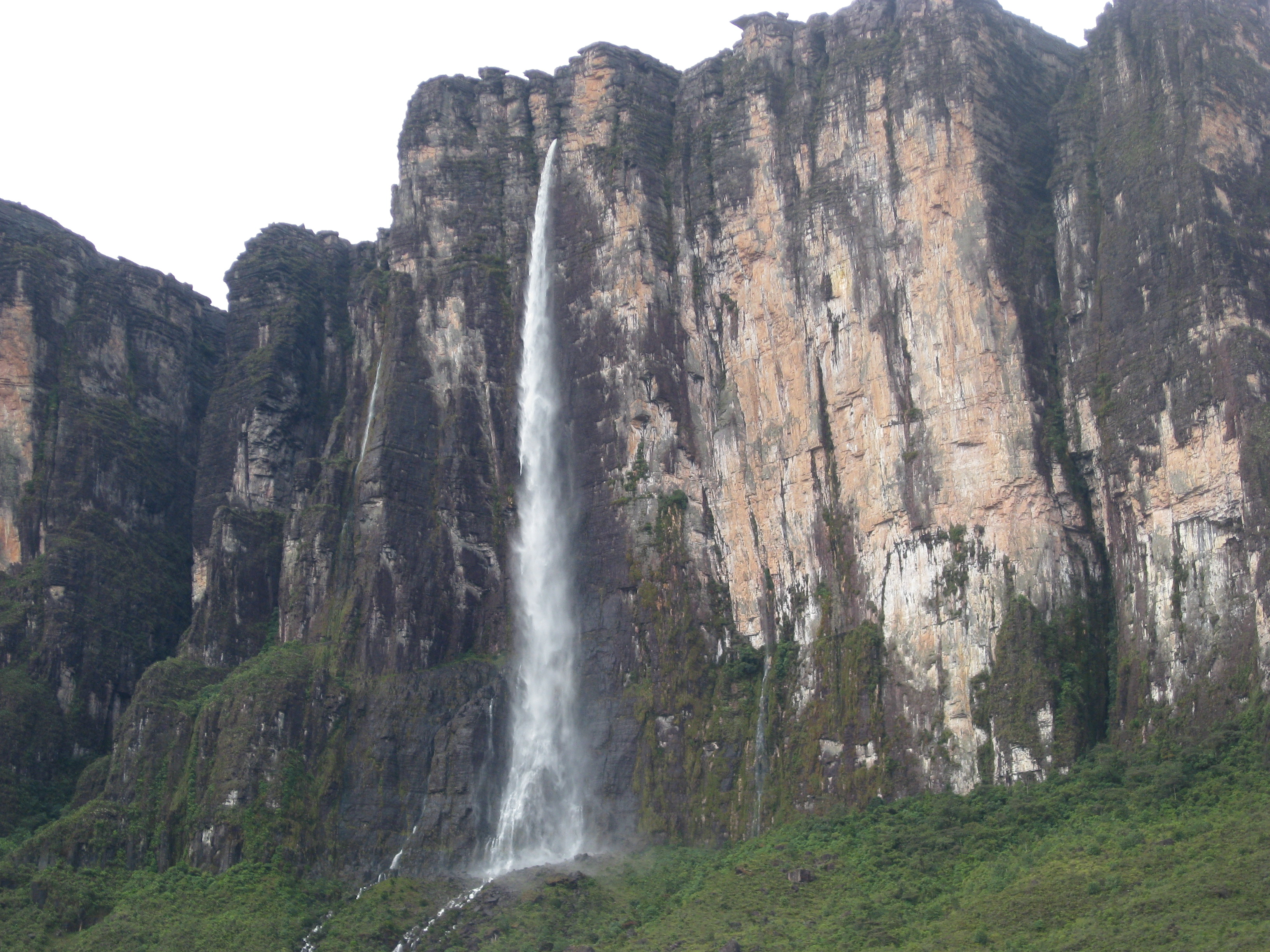
A Cuquenán-vízesés
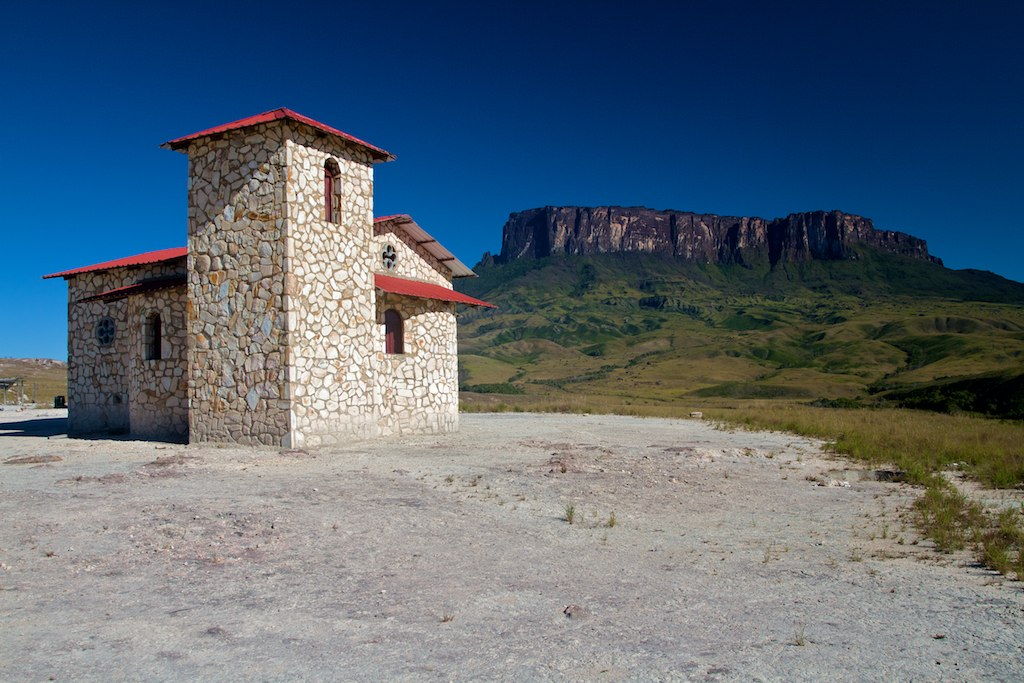
Templom a hegy lábánál
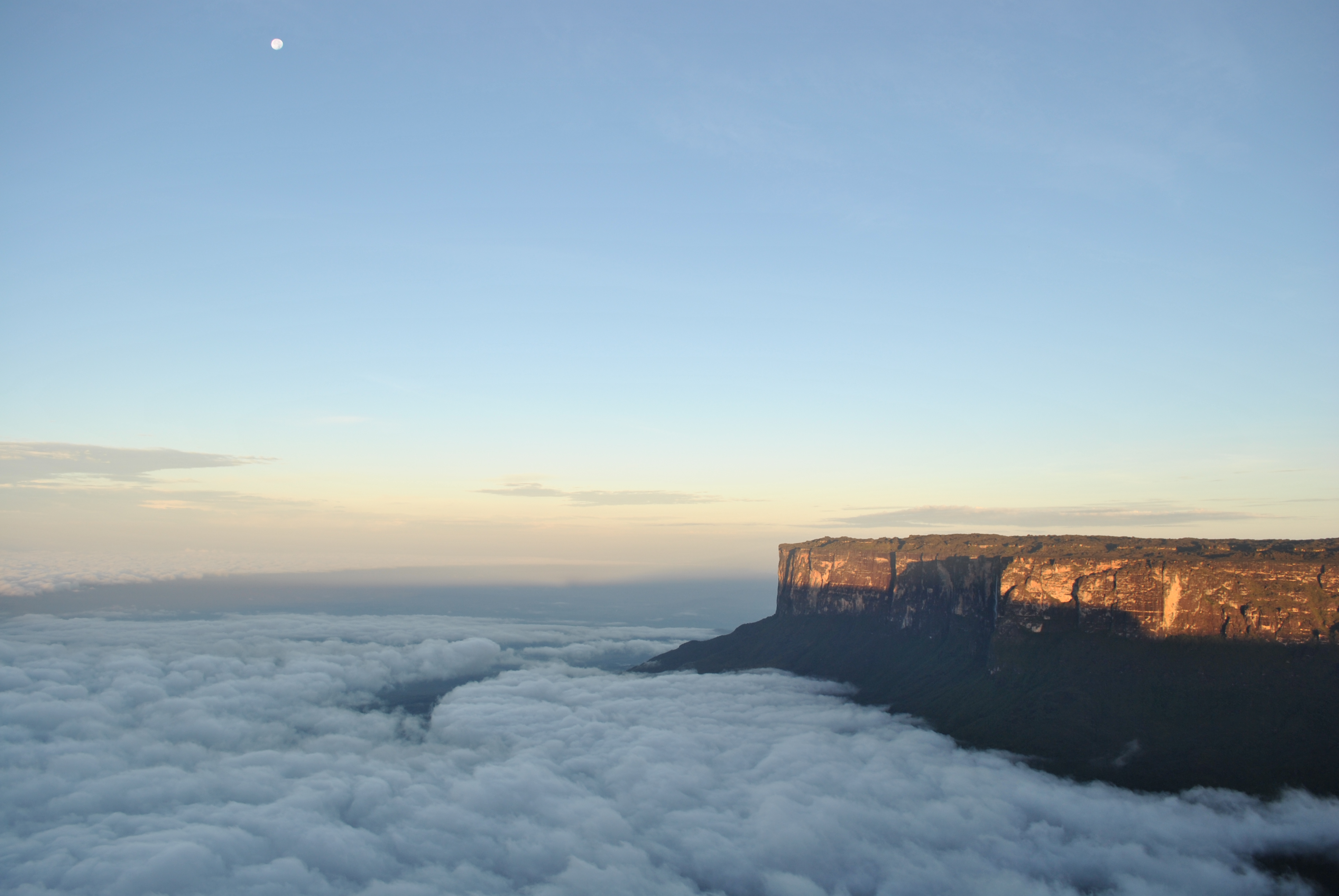
A felhők fölé emelkedő hegy
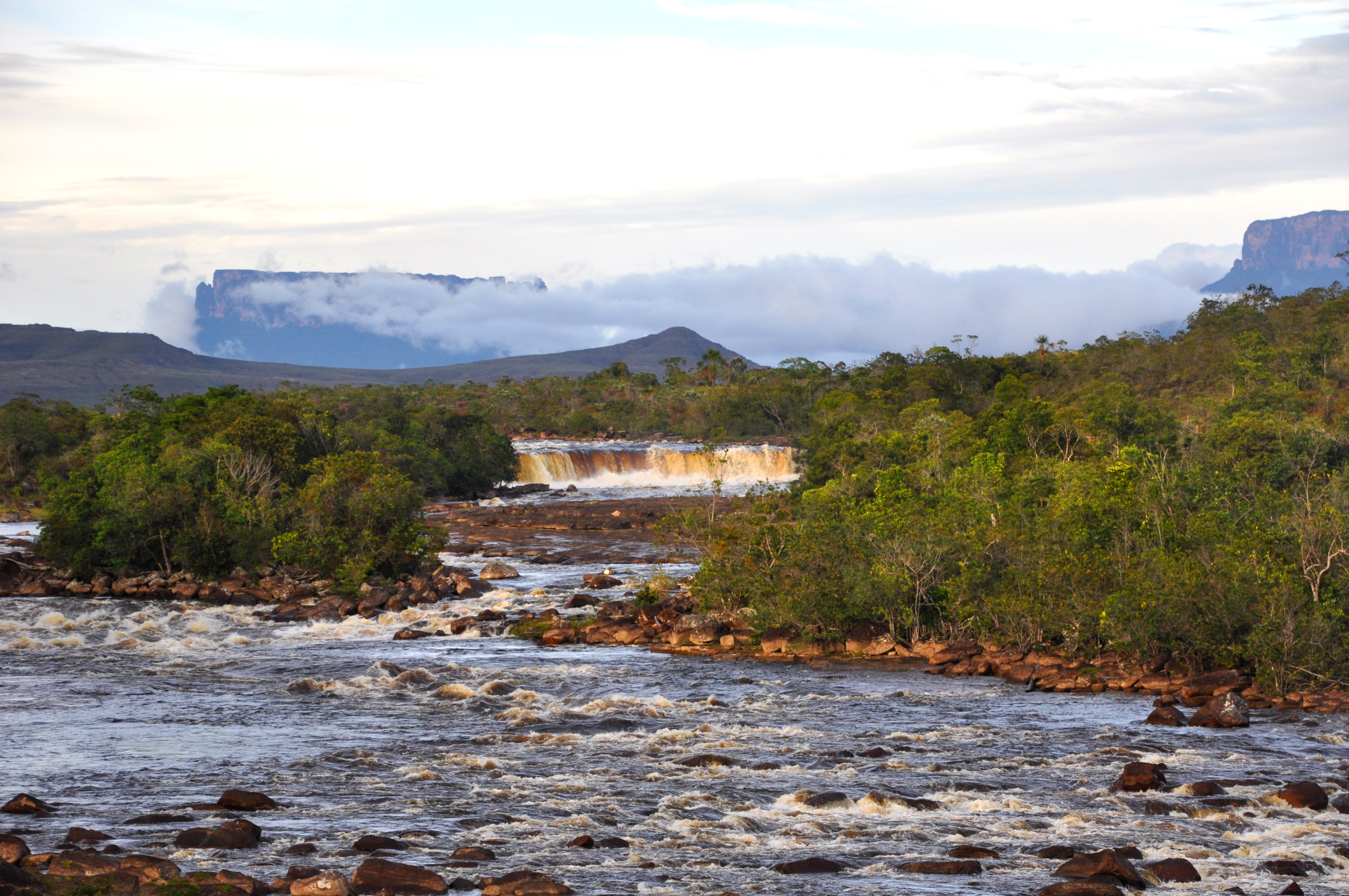
A közeli Yuruaní-folyó